# Amalasuntha
Amalasuntha (sau Amalasuentha, Amalaswintha, Amalasuintha, Amalswinthe, Amalasontha) (n. cca. 495 – d. 30 aprilie 534/535) a fost o regină a ostrogoților între 526 și 534.
Fiică a regelui Theodoric cel Mare, Amalasuntha a fost căsătorită în 515 cu Eutharic (c. 480 – 522), un nobil ostrogot, care anterior locuise în  Hispania vizigotă. Acesta era fiul lui Widerich (n. cca. 450), nepotul lui Berismund (n. cca. 410) și strănepotul lui Thorismund (d. după 400), rege al ostrogoților în jurul anului 400.
Soțul ei a murit, se pare în primii ani ai căsniciei, lăsând-o pe Amalasuntha cu doi copii, Athalaric și Matasuntha (n. cca. 517 – d. după 550), soție din cca. 550 a vărului împăratului Iustinian I, Germanus. La moartea tatălui său din 526, succesiunea a trecut asupra fiului ei, însă puterea i-a revenit Amalasunthei, ca regentă pentru Athalaric. Puternic influențată de vechea cultură romană, ea i-a oferit fiului ei o educație rafinată și o puternică înclinație pentru literatură. Conștientă de lipsa sa de popularitate, ea a surghiunit, iar apoi a condamnat la moarte trei nobili goți pe care îi suspecta de intrigi și în același timp a deschis negocieri cu împăratul Iustinian, cu intenția de a se muta, alături de tezaurul goților, la Constantinopol. Moartea fiului ei din 534 nu a schimbat prea multe din această politică.
Devenită regină, Amalasuntha l-a numit pe vărul ei Theodahad ca partener la tron (iar nu, așa cum se afirmă uneori, soț al ei, dat fiind că soția acestuia era încă în viață), cu intenția de a-și întări poziția. Alegerea nu a fost fericită, dat fiind că Theodahad a profitat de nemulțumirile din rândul goților și, fie din propriul lui ordin sau doar cu permisiunea sa, Amalasuntha a fost capturată și închisă pe insula Martana din lacul Bolsena (Toscana), unde în 30 aprilie a fost asasinată în baie.
Scrisorile lui Cassiodorus, ministru important și confident în domeniul literaturii al Amalasunthei, ca și istoriile lui Procopius din Cezareea și Iordanes, oferă principalele informații referitoare la personalitatea Amalasunthei.